# Joseph Gilgun
Joseph Gilgun, crédité Joe Gilgun, est un acteur anglais né le 9 mars 1984. Il est connu principalement pour ses rôles de Woody dans le film This Is England, Rudy Wade dans la série Misfits et Cassidy dans la série Preacher.

## Biographie
Gilgun naît à Chorley et grandit à Rivington, toutes deux situées dans le Lancashire. Il souffre depuis son enfance, de dyslexie et de TDAH, qu’il décrit comme la « plus grande douleur de [sa] vie », et dans des interviews, discute ouvertement de la dépression et de l’anxiété. À l'âge de 10 ans, il obtient son premier rôle à la télévision dans Coronation Street. Il est resté dans la série jusqu’à l’âge de treize ans.

## Filmographie

### Cinéma
- 2006 : This Is England de Shane Meadows : Woody
- 2009 : Harry Brown de Daniel Barber : Kenny
- 2010 : Top of the Range (court-métrage) : Joe
- 2011 : Carcéral: Dans l'enfer de la taule (Screwed) de Reg Traviss : Karl
- 2012 : Lock Out de James Mather et Stephen St. Leger : Hydell
- 2014 : Pride de Matthew Warchus : Mike Jackson
- 2015 : Le Dernier Chasseur de sorcières de Breck Eisner : Ellic
- 2016 : Infiltrator (The Infiltrator) de Brad Furman : Dominic

### Télévision
- 1994-1997 : Coronation Street : Jamie Armstrong
- 2005 : Shameless (Saison 2, épisode "Le petit nouveau") : Rico l'Italien
- 2010 : This Is England '86 : Woody
- 2011 : This Is England '88 : Woody
- 2011 - 2013 : Misfits de Howard Overman : Rudy Wade
- 2013 : Ripper Street (Saison 1, épisode "In my protection") : Carmichael
- 2015 : This Is England '90 : Woody
- 2016 - 2019 : Preacher : Cassidy
- 2019 - en cours : Brassic : Vinnie